# Клоувердейл (Вірджинія)
Клоувердейл (англ. Cloverdale) — переписна місцевість (CDP) в США, в окрузі Ботаторт штату Вірджинія. Населення — 3410 осіб (2020).

## Географія
Клоувердейл розташований за координатами 37°21′23″ пн. ш. 79°54′11″ зх. д. / 37.35639° пн. ш. 79.90306° зх. д. (37.356380, -79.903173).  За даними Бюро перепису населення США в 2010 році переписна місцевість мала площу 8,07 км², з яких 8,03 км² — суходіл та 0,04 км² — водойми.

## Демографія
Згідно з переписом 2010 року, у переписній місцевості мешкало 3119 осіб у 1273 домогосподарствах у складі 916 родин. Густота населення становила 387 осіб/км².  Було 1336 помешкань (166/км²).
Расовий склад населення:
| - 93,9 % — білих - 3,6 % — чорних або афроамериканців - 0,9 % — азіатів - 0,3 % — корінних американців |

До двох чи більше рас належало 0,8 %. Частка іспаномовних становила 2,3 % від усіх жителів.
За віковим діапазоном населення розподілялося таким чином: 23,7 % — особи молодші 18 років, 61,5 % — особи у віці 18—64 років, 14,8 % — особи у віці 65 років та старші. Медіана віку мешканця становила 43,3 року. На 100 осіб жіночої статі у переписній місцевості припадало 93,5 чоловіків;  на 100 жінок у віці від 18 років та старших — 91,2 чоловіків також старших 18 років.
Середній дохід на одне домашнє господарство  становив 85 986 доларів США (медіана — 78 333), а середній дохід на одну сім'ю — 95 110 доларів (медіана — 91 759). Медіана доходів становила 57 284 долари для чоловіків та 46 667 доларів для жінок. За межею бідності перебувало 11,4 % осіб, у тому числі 16,4 % дітей у віці до 18 років та 10,0 % осіб у віці 65 років та старших.
Цивільне працевлаштоване населення становило 1859 осіб. Основні галузі зайнятості: освіта, охорона здоров'я та соціальна допомога — 25,2 %, роздрібна торгівля — 16,7 %, виробництво — 8,3 %, науковці, спеціалісти, менеджери — 7,7 %.